# مورادیم
مورادیم (به لاتین: Muradym) یک منطقهٔ مسکونی در روسیه است که در باشقیرستان واقع شده‌است.